# Sjarel Branckaerts
Sjarel Branckaerts, geboortenaam Karel Branckaerts (Turnhout, 11 september 1947 – Brussel, 10 juni 2007) was een Belgische acteur. In het Frans is zijn geboortenaam Charles Branckaerts.
Branckaerts stierf op 59-jarige leeftijd aan een hartaderbreuk, terwijl hij onderweg was om te gaan stemmen voor de Belgische parlementsverkiezingen.

## Carrière
Branckaerts bekendste televisierollen waren die van Cyriel in Wij, Heren van Zichem en die van Clement Lambrecht in De Paradijsvogels. Hij speelde ook de kleine zelfstandige in Grappa en commissaris Emiel Migrain in Mega Mindy. Tevens had hij ook een hoofdrol als korporaal Albert Goossens in de brandweerserie Alfa Papa Tango.
Hij speelde gastrollen in W817 (Vader Zoë), Secret Army (tanksergeant), De vorstinnen van Brugge (Brozen Bronders), Slisse & Cesar (Constant), Merlina (Reinaert, Kneuder, Mike Neels), Samson en Gert (burgemeester Paaltjes), Lili en Marleen (dokter), Thuis (Robert Vercammen), Windkracht 10 (oude visser), 2 Straten verder, Alexander (W. Bertels), Café Majestic (werkman), Recht op Recht (John Verhulst en buurman in 2002), Droge voeding, kassa 4 (agent), Sedes & Belli (bokstrainer Ronny Bernaert), Aspe (burgemeester Patrick Moens), De Kavijaks (cafébaas in Oostende), Hallo België! (Jef), Zone Stad (dronken man in etablissement), Verschoten & Zoon (voorzitter van de handelsgebuurtekring in 2003, agent in 2005), Spoed (Roger Meganck in 2001, piloot Geert Staelens in 2005), Rupel (Georges Haack), Flikken (Patrick Lippens in 2000, Gilbert Van Luchene in 2003 en 2007), Kaat & co (René Segers), De Kotmadam (verwarmingsinstallateur in 1993, tatoeëerder Boris in 1996, Robert in 2003, mijnheer Fernand in 2004, mijnheer Gerard Willems in 2004, mijnheer Marcel in 2007), Katarakt (schooldirecteur Vleminckx), Sara (Baas Roger), Witse (Walter Adriaensen), Wittekerke (De Putter), Samson en Gert (Burgemeester Paaltjes in 2002 en 2004, Burgemeester Edgar in 2003, Burgemeester Dennenboom in 1993 en de meneer die een hotel wilt bouwen 2001) en Big & Betsy (hoofdcommissaris).
Hij speelde twee gastrollen in F.C. De Kampioenen, één in 1998 als André Van Roost en één in 2005 als klant bij een begrafenisonderneming. Een opvallende rol speelde hij in Alfa Papa Tango als korporaal Albert Goossens. Tot 2000 was hij vast verbonden aan het gezelschap van de Koninklijke Vlaamse Schouwburg.
Na zijn overlijden kwam hij nog op het scherm in nieuwe producties, zoals De Kotmadam (seizoen 16), Sara, Katarakt en Witse (seizoen 5).